# Account executive
L'account executive è un ruolo nell'ambito della pubblicità, del marketing e della finanza che coinvolge una profonda comprensione degli obiettivi e dei prodotti di un'azienda cliente e una capacità professionale di fornire consigli efficaci per la creazione di attività e strategie promozionali di successo. L'account executive si occupa di fornire servizi a uno o più funzionari delegati o dirigenti dell'azienda cliente con i quali lavora a stretto contatto.

## Nei settori del marketing e della pubblicità
Nei settori del marketing e della pubblicità, gli account executive sono generalmente responsabili dell'assistenza e dell'acquisizione dei clienti. L'account executive funge da collegamento diretto tra l'agenzia pubblicitaria o la società di servizi finanziari e il cliente esistente, gestendo gli affari quotidiani e garantendo la soddisfazione del cliente. Ha inoltre il compito di portare più clienti nell'agenzia per aumentare le entrate. L'account executive avrà in genere 1-2 assistenti e farà rapporto al rispettivo supervisore/responsabile dell'account e/o al direttore del servizio clienti/direttore dell'account. La scelta dipende dal paese e dall'account (o dagli account) per cui lavora.

## Organizzazioni IT
Nelle organizzazioni IT, un Account Executive è un ruolo di Senior Management, responsabile dell'esecuzione di contratti di grandi dimensioni.
Il controllo dei profitti e delle perdite è una delle sue attività principali, insieme all'allineamento del cliente a livello senior. Di solito, un Account Executive ha uno o più Account Manager nel proprio staff, per coprire le varie parti di cui è principalmente costruito un grande contratto.
Gli Account Executive delegano direttamente o indirettamente il lavoro a Project Manager o membri del team simili che si occupano poi della gestione del progetto.
Per contratti di dimensioni molto grandi, anche centinaia di persone possono far parte di un gruppo operativo e di vendita più ampio coinvolto nell'esecuzione del contratto.

## Durata del contratto
In una situazione ideale, alla scadenza del contratto, l'account executive e parte del personale saranno coinvolti in nuove trattative contrattuali. Queste potrebbero riguardare lo stesso account o un nuovo cliente. Una volta firmato il contratto, l'account executive e il personale ne verranno direttamente messi al corrente.

## Doveri e responsabilità
Gli account executive hanno molti compiti e responsabilità diversi a cui devono adempiere, collaborando quotidianamente tramite e-mail e telefonate. Chi viene assunto come Account Executive deve quindi assumersi molte responsabilità diverse come:
- Responsabilità della gestione degli account esistenti, delle comunicazioni con i clienti e della risoluzione dei conflitti

- Scoprire le esigenze di business del cliente proponendo soluzioni adeguate

- Tracciare e coordinare tutte le attività che si verificano per ogni account

- Stilare i regolari rapporti dei clienti e partecipare a riunioni con gli stessi

- Analizzare le tendenze e le previsioni di marketing e ricercare delle condizioni di mercato per sviluppare obiettivi di vendita e strategie di marketing

- Sviluppare piani per rivolgersi a nuovi clienti

- Sviluppare le strategie dell'account aziendale, strategie di marketing e canali di comunicazione promozionale per introdurre e promuovere i prodotti e i servizi nei potenziali mercati

- Fidelizzazione dei clienti esistenti[3]

- Negoziare e chiudere contratti, mantenere eccellenti relazioni con i clienti e costruire continuamente una pipeline di opportunità

- Valutare gli aspetti finanziari dello sviluppo del business

### Lavorare con i clienti
Sopra menzionati sono alcuni dei doveri e delle responsabilità che bisogna assumersi per diventare un Account Executive. Una grande responsabilità sarebbe quella di aiutare a produrre una campagna di successo per i clienti poiché il settore del marketing potrebbe aver bisogno di ulteriore aiuto. Poiché il ruolo di un Account Executive è quello di agire come un importante collegamento tra l'agenzia pubblicitaria e i clienti, questi avrà una routine e dei compiti richiesti che dovrà completare per i clienti. Per esempio:
- Account planner - Collaborare con gli account planner per analizzare il brief dei clienti e il budget scelto

- Riunioni - Partecipare a riunioni regolari per discutere le esigenze pubblicitarie e le richieste dei clienti

- Scadenze - Concordare con i clienti le scadenze per determinati compiti e attività

- Gestione - Gestire gli account e le fatturazioni per i clienti

Alla base del ruolo di Account Executive c'è la capacità di comprendere cosa viene richiesto dal cliente. Partendo da ciò l'Account Executive dovrà poi organizzare il personale creativo e amministrativo dell'agenzia in modo che la richiesta del cliente possa essere completata a regola d'arte.

## Competenze richieste
Lavorando in questo campo, ci sono molte competenze che gli Account Executive devono possedere per svolgere numerose attività, nelle quali devono poter dimostrare di essere in possesso di diverse abilità in svariati ambiti. Le competenze richieste sono le seguenti:
- Capacità di comunicazione motivazionali ed eccellenti

- Avere la capacità di dare la priorità ai propri compiti e lavorare in multitasking

- Avere una buona comprensione dei processi aziendali

- Essere organizzati

- Assumersi dei compiti in modo indipendente

- Lavorare bene in team

Queste competenze sono un requisito importante quando si fa domanda per la posizione di Account Executive. Ad esempio, sono necessarie buone capacità di comunicazione perché il dipendente deve essere convinto e sicuro di sé quando si rivolge a una varietà di clienti. Agli Account Executive sono anche richieste capacità motivazionali in quanto devono motivare i dipendenti junior e far sì che l'azienda appaia efficiente agli occhi del grande pubblico e dei clienti.
In qualsiasi azienda, a coloro che ricoprono il ruolo di Account Executive, vengono richieste varie competenze specifiche che i dipendenti in questione devono poi mostrare di possedere. Queste competenze includono:
- L'avere un occhio attento per i dettagli e una comprensione dei vincoli di bilancio
- L'essere sicuri di sé e generare fiducia

- Un'ottima conoscenza delle piattaforme digitali

- La capacità di lavorare sotto pressione

Quando un dipendente ha sviluppato o migliorato le proprie capacità e costruito una reputazione affidabile all'interno dell'azienda, allora può procedere nella richiesta di una posizione più elevata come quella di Account Director.